# Рейди Палмера
Рейди Палмера — серія силових акцій, вжитих міністерством юстиції США та імміграційною владою в 1918—1921 роках і спрямованих проти радикальних лівих, в основному анархістів і синдикалистів. Проводилися під керівництвом Генерального прокурора США Олександра Палмера. З США було депортовано понад 500 іноземних громадян, включаючи декількох видних лідерів лівого руху.

## Історія

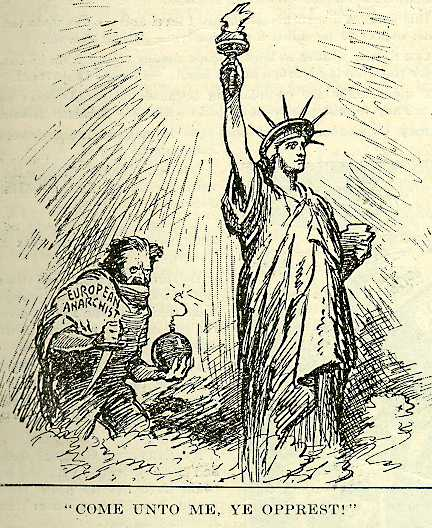
Політична карикатура 1919 р.: «Європейський анархізм» намагається знищити американську свободу.

Переслідування лівих політичних угруповань почалося ще під час Першої світової війни, але посилилося після її закінчення, коли на сцену вийшов Луїджі Галлеані і Америку струснула серія вибухів, організованих анархістами. Свою роль відіграла й реакція на Жовтневу революцію в Росії. У 1919 році Палата представників Конгресу США позбавила мандата соціаліста Віктора Бергера, який представляв штат Вісконсін, в провину якому були поставлені прихильність до соціалістичних поглядів, німецьке походження і антивоєнні настрої.
2 червня 1919 року сталася серія вибухів у восьми містах США, включаючи Вашингтон, де однією бомбою був пошкоджений будинок Палмера, а інша вибухнула недалеко від місця, де в той момент перебував Франклін Рузвельт. На місці вибухів були знайдені послання терористів, що дозволило американським ЗМІ звинуватити в організації терактів людей з лівими поглядами.
Преса і громадська думка зажадали від федеральної влади застосувати жорсткі заходи для того, щоб попередити подальше насильство.
Використовуючи підтримку Конгресу і громадської думки, Палмер почав наступ на інакомислячих і радикальні профспілки. Палмер та його 24-річний помічник Едгар Гувер організували серію рейдів проти відомих і лівих радикалів, використовуючи Закон про шпигунство 1917 і Закон про підбурювання до заколоту 1918. Віктор Бергер був засуджений до 20 років тюремного ув'язнення за підбурювання до заколоту (Верховний Суд США пізніше зняв ці звинувачення). Радикальний анархіст Луїджі Галлеані і вісім його соратників були депортовані в червні 1919 року, через три тижні після серії вибухів. У влади не було серйозних доказів проти Галлеани, але він був знайомий з одним з анархістів, загиблих при вибуху, а також був автором самовчителя по збірці саморобних вибухових пристроїв.[джерело?]
Едгар Гувер створив у складі Слідчого бюро Міністерства юстиції новий підрозділ — Відділ загальної розвідки (англ. General Intelligence Division). До жовтня 1919 року відділ Гувера зібрав досьє майже на 150 тис. осіб. Використовуючи ці дані, 7 листопада 1919 року Палмер провів серію раптових нападів на офіси профспілок і комуністичних та соціалістичних організацій, на проведення яких не було отримано ордерів на обшуки і арешти. В ході цих акцій особлива увага приділялася особам з іноземним походженням, по яких була інформація про їхнє співчуття революційним або анархістським настроям.
У грудні 1919 агенти Палмера заарештували 249 людей, включаючи відомих радикальних активістів-анархістів Емму Гольдман і Олександра Беркмана, посадили їх на пароплав і відправили в Радянську Росію (пароплав The Buford преса охрестила «радянським ковчегом»). В січні 1920 р. було заарештовано майже 6 тис. осіб, в основному членів союзу «Індустріальні робітники світу». В ході іншого рейду тільки за одну ніч було заарештовано понад 4 тис. осіб. Всі іноземці з числа затриманих були депортовані у відповідності з Законом про анархізм. До січня 1920 Палмером і Гувером були організовані найбільші масові арешти в історії США, жертвами яких стали не менше 10 тис. чоловік.
Проте громадська думка схвалювала ці дії Палмера, оскільки була дуже залякана загрозою комунізму.
У 1920 Палмер передбачив, що 1 травня в країні почнеться комуністична революція, але помилився. Однак 16 вересня того ж року серія вибухів струснула Уолл-стріт (Бомбардування Уолл-стріт), загинуло 33 людини і близько 400 осіб поранено. Винні в цьому злочині знайдені не були, хоча його і намагалися пов'язати з анархістами взагалі і висланим раніше Луїджі Галлеані, зокрема. На хвилі популярності Палмер взяв участь в президентських виборах, однак він не був затверджений конвентом Демократичної партії в якості офіційного кандидата і подав у відставку. З його відходом «рейди Палмера» припинилися.

## Опозиція до рейдів
1 лютого 1921 року тодішній декан Колумбійської школи права (майбутній Голова Верховного суду США) Гарлан Ф. Стоун написав листа в комітет Конгресу, який розслідував обвинувачення в тому, що Міністерство юстиції США вдається до незаконних практик, включаючи рейди Палмера та депортації іноземців. В цьому листі Стоун зазначив, що іноземці, які знаходяться в США мають право на захист та на належну правову процедуру, передбачену Конституцією США. Також в листі Стоун вказав на те, що Генеральний прокурор діяв так, ніби вважав, що іноземці не захищені Конституцією США, а також, що агенти Міністерства юстиції США, діючи в порушення федеральних законів, заарештовували іноземців без судового ордеру. Стоун стверджує, що такі факти потребують ретельного розслідування діяльності Міністерства юстиції США у зв’язку із випадками депортації. Він висловив надію, що таке розслідування не тільки виявить факти відносно порушення агентами Міністерства юстиції положень Конституції та федеральних законів під час виконання ними законодавства про депортацію, але й призведе до вдосконалення законодавства таким чином, щоб надати адекватний захист іноземцям від свавілля державних службовців.  